# После боя
Скульптурная композиция «После боя» — памятник, расположенный на площади Победы в городе Старый Оскол, Белгородская область. Открыт 5 мая 2012 года неподалёку от памятника Георгию Жукову и Аллея Славы старооскольцев Героев Советского Союза.

## Памятник
Памятник открыли в день годовщины присвоения Старому Осколу звания «Город воинской славы». Работа над проектом длилась один год. Прообразом солдата стал актёр Иван Герасимович Лапиков, сыгравший в фильме «Они сражались за Родину».
Скульптор Анатолий Шишков: «Создавалась композиция, с которой можно было бы сфотографироваться. Появилась лавочка. Какая лавочка? Деревенская. Почему? Потому что солдат из деревни. Он не воин-профессионал. Он профессиональный хлебопашец. Настоящий русский человек. Когда пришла лихая година он встал на защиту своей Родины. Взял автомат и пошел воевать.»